# جسر بالوارتي
جسر بالوارتي (بالإسبانية: Puente Baluarte)‏ هو جسر مدعوم بالكوابل في المكسيك. يقع بين بلدتي كونكورديا في سينالوا وبويبلو نويڤو في دورانچو على طول الطريق السريع دورانچو-مازاتلان. يبلغ طول الجسر حوالي 1,124 متر. وهو أعلى جسر مدعوم بالكوابل في العالم، ويحتل المرتبة الثالثة بقائمة أعلى جسور العالم، والأعلى في الأمريكتين.
بدأ بناء الجسر في عام 2008، وتم الانتهاء منه في يناير 2012، وافتتح للسير في أواخر عام 2013. يشكل الجسر جزءًا من طريق سريع جديد يربط بين سواحل المحيط الأطلسي والمحيط الهادئ في شمال المكسيك، وقد أدى هذا الجسر إلى تقليل مدة السفر بين دورانچو ومازاتلان من ما يقارب 6 ساعات إلى ساعتين ونصف.